# Ipomoea cordatotriloba
Ipomoea cordatotriloba là một loài thực vật có hoa trong họ Bìm bìm. Loài này được Dennst. mô tả khoa học đầu tiên.

## Hình ảnh

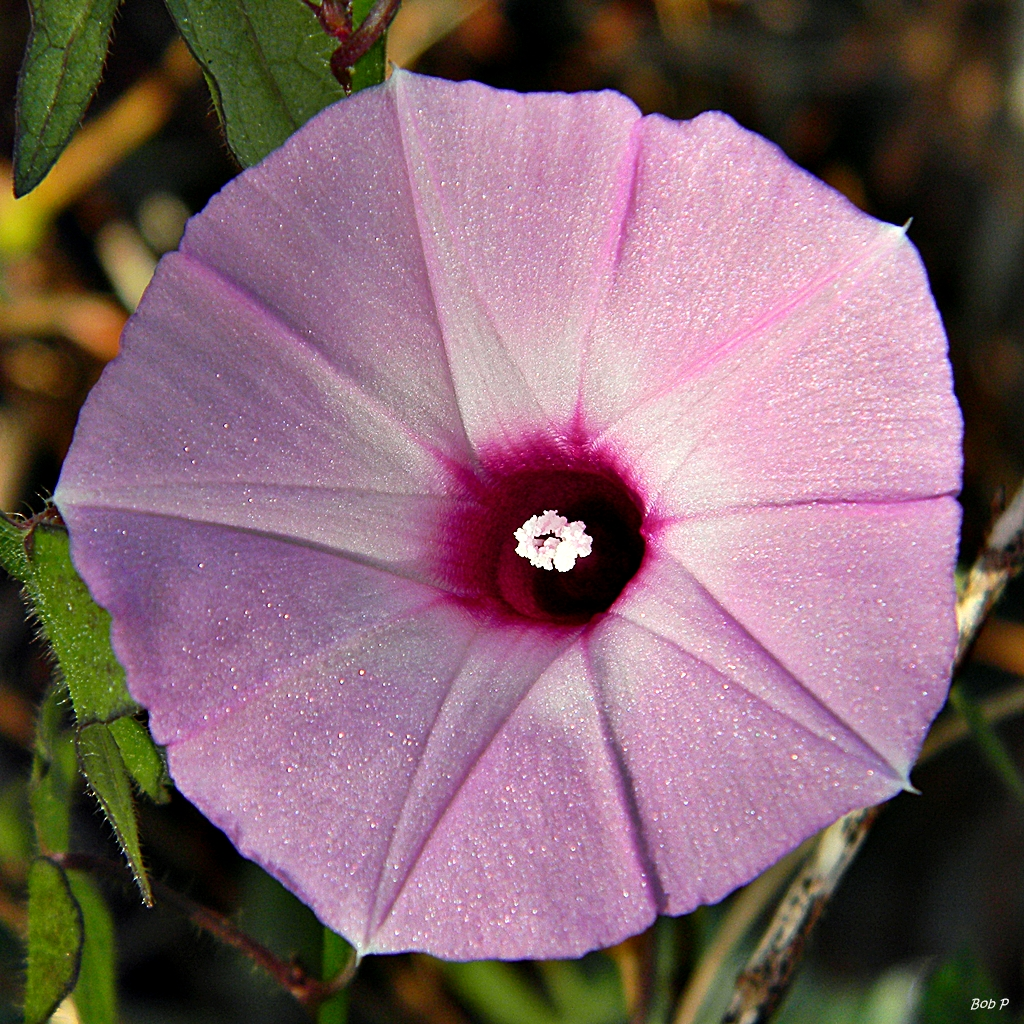
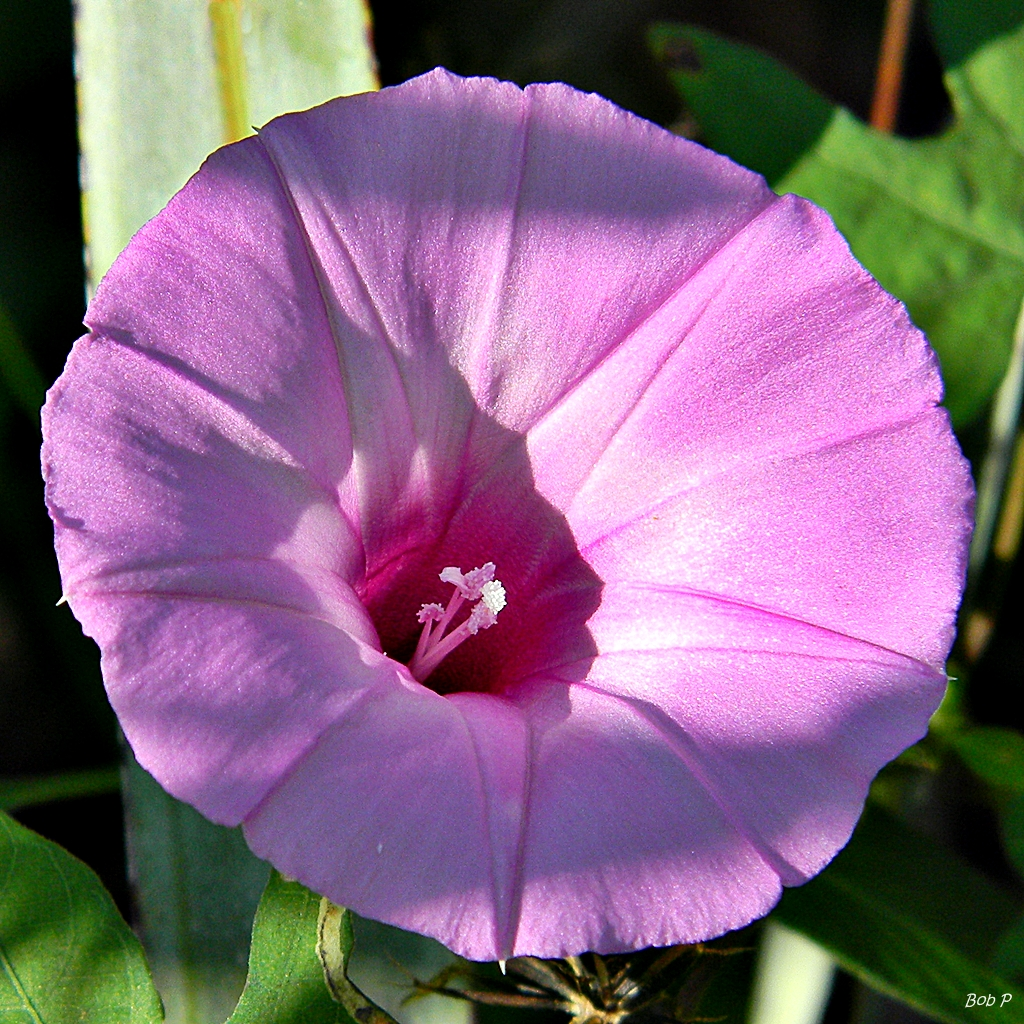
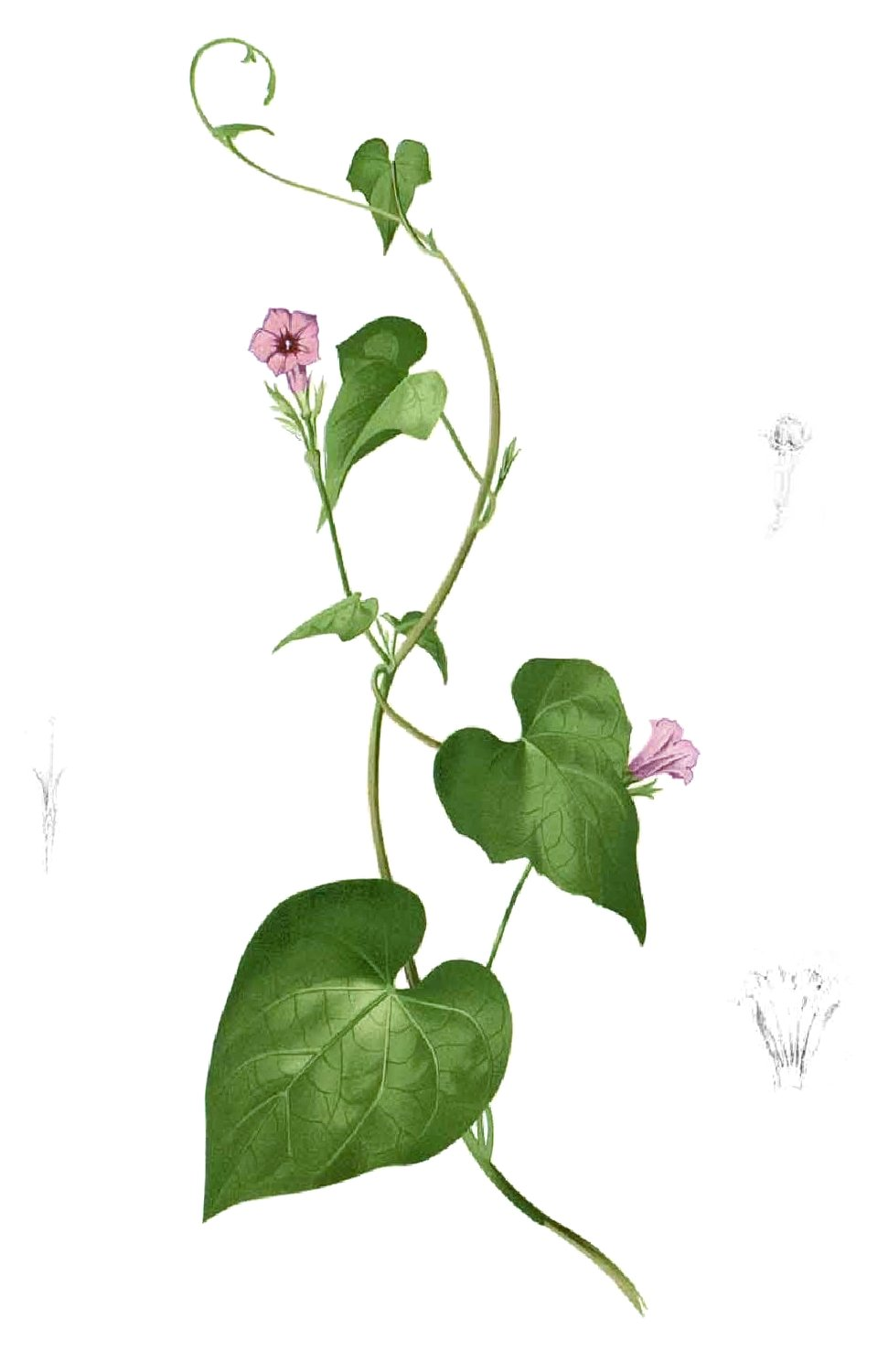
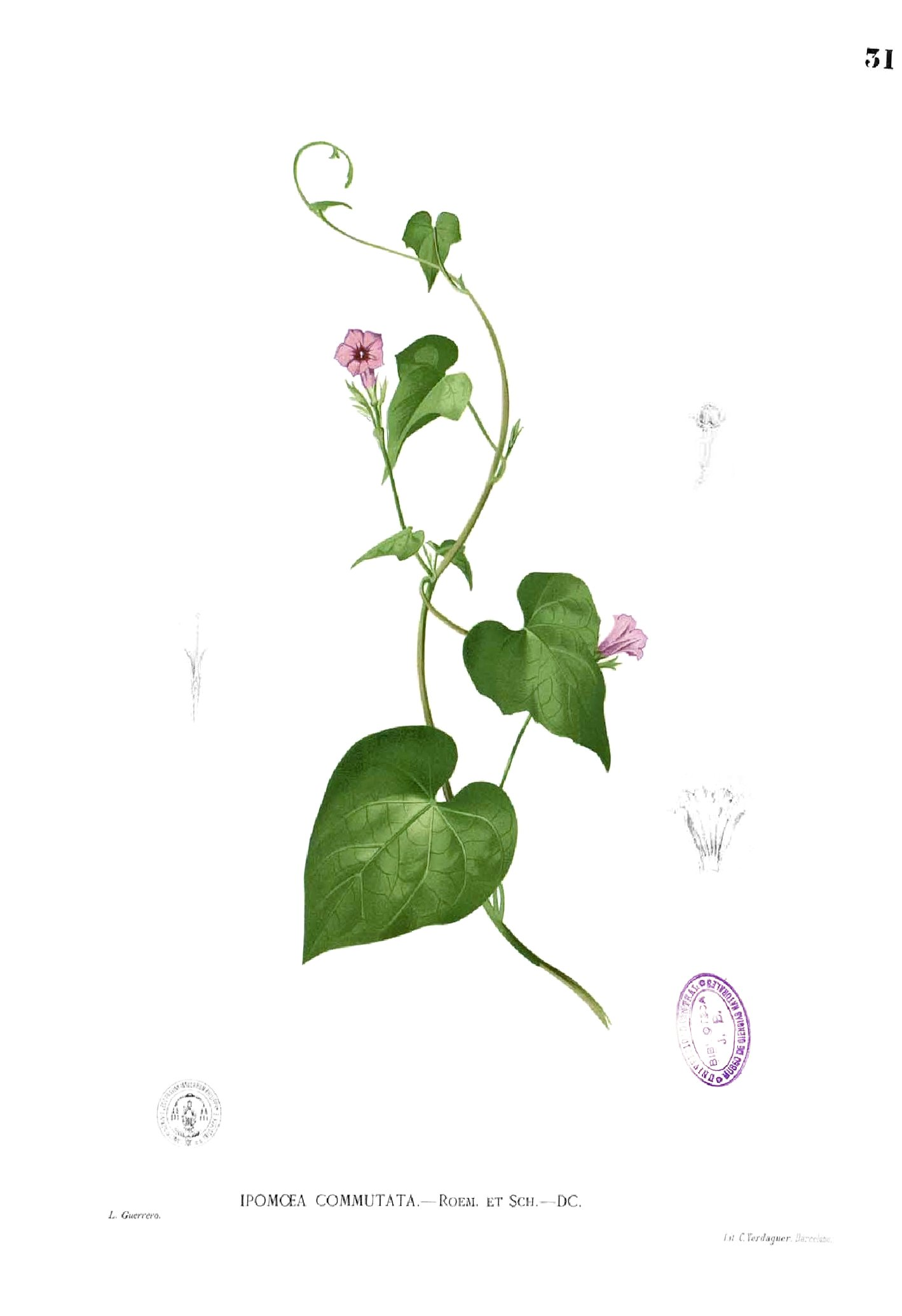